# Liam Rosenior
Liam James Rosenior (Londra, 9 luglio 1984) è un allenatore di calcio ed ex calciatore britannico, di ruolo difensore, tecnico dello Strasburgo.

## Statistiche

### Statistiche da allenatore
Statistiche aggiornate al 17 maggio 2025.
| Stagione         | Squadra          | Campionato       | Campionato | Campionato | Campionato | Campionato | Coppe nazionali | Coppe nazionali | Coppe nazionali | Coppe nazionali | Coppe nazionali | Coppe continentali | Coppe continentali | Coppe continentali | Coppe continentali | Coppe continentali | Altre coppe | Altre coppe | Altre coppe | Altre coppe | Altre coppe | Totale | Totale | Totale | Totale | % Vittorie | Piazzamento |
| Stagione         | Squadra          | Comp             | G          | V          | N          | P          | Comp            | G               | V               | N               | P               | Comp               | G                  | V                  | N                  | P                  | Comp        | G           | V           | N           | P           | G      | V      | N      | P      | %          | Piazzamento |
| ---------------- | ---------------- | ---------------- | ---------- | ---------- | ---------- | ---------- | --------------- | --------------- | --------------- | --------------- | --------------- | ------------------ | ------------------ | ------------------ | ------------------ | ------------------ | ----------- | ----------- | ----------- | ----------- | ----------- | ------ | ------ | ------ | ------ | ---------- | ----------- |
| lug.-set. 2022   | Derby County     | FL1              | 9          | 4          | 2          | 3          | FACup+CdL       | 0+2             | 0+2             | 0+0             | 0+0             | -                  | -                  | -                  | -                  | -                  | FLT         | 1           | 1           | 0           | 0           | 12     | 7      | 2      | 3      | 58,33      | Ad interim  |
| nov. 2022-2023   | Hull City        | FLC              | 28         | 8          | 14         | 6          | FACup+CdL       | 1+0             | 0+0             | 0+0             | 1+0             | -                  | -                  | -                  | -                  | -                  | -           | -           | -           | -           |             | 29     | 8      | 14     | 7      | 27,59      | Sub. 15°    |
| 2023-2024        | Hull City        | FLC              | 46         | 19         | 13         | 14         | FACup+CdL       | 2+1             | 0+0             | 1+0             | 1+1             | -                  | -                  | -                  | -                  | -                  | -           | -           | -           | -           |             | 49     | 19     | 14     | 16     | 38,78      | 7°          |
| Totale Hull City | Totale Hull City | Totale Hull City | 74         | 27         | 27         | 20         |                 | 4               | 0               | 1               | 3               |                    | -                  | -                  | -                  | -                  |             | -           | -           | -           | -           | 78     | 27     | 28     | 23     | 34,62      |             |
| 2024-2025        | Strasburgo       | L1               | 34         | 16         | 9          | 9          | CF              | 3               | 1               | 1               | 1               | -                  | -                  | -                  | -                  | -                  | -           | -           | -           | -           | -           | 37     | 17     | 10     | 10     | 45,95      | 7°          |
| Totale carriera  | Totale carriera  | Totale carriera  | 117        | 47         | 38         | 32         |                 | 9               | 3               | 2               | 4               |                    | -                  | -                  | -                  | -                  |             | 1           | 1           | 0           | 0           | 127    | 51     | 40     | 36     | 40,16      |             |